# スタンディングオーダー
スタンディングオーダー（英: Standing Order）は、銀行口座に金額・支払日・支払先口座を設定することで、家賃など毎月一定金額が指定日に口座から自動的に引き落とされるもの。口座自動振替の一種であるが、英語圏では公共料金やインターネット使用料など月々で異なる支払額を引き落とすダイレクトデビット（direct debit）と区別されている。

## 各地域の状況

### イギリス
イギリスでは小口決済システムとしてFaster Payments Service（FPS）やBACSがあり、FPSもBACSもスタンディングオーダーを取り扱っているが、多くが FPSへ移行しており、BACS上での取扱いは減少している。